# Borggård
En borggård er en del af en fæstning bestående af en gårdsplads, typisk omkranset fra en ringmur. Særligt middelalderens europæiske borgtype kaldet en motte-and-bailey har brugt borggårde. Borge og andre fæstninger kan have mere end én borggård; i så fald vil der ofte være end indre og en ydre borggård, hvor den ydre ville ligge så den kan overskues og beskydes fra fæstningstårne og mure, der omkranser der indre borggård i tilfælde af en erobring.
De første borggårde var normalt opført i træ, ligesom borgene, men fra omkring år 1000 begyndte man at bruge sten i stedet.